# Рыки (гмина)
Рыки (пол. Ryki) — гмина (волость) в Польше, входит как административная единица в Рыцкий повет, Люблинское воеводство. Население — 20 496 человек (на 2004 год).

## Сельские округа
1. Бобровники
2. Брусув
3. Будки-Росош
4. Крукув
5. Хрустне
6. Худув
7. Новины
8. Эдвардув
9. Фалентын
10. Янише
11. Карчмиска
12. Клещувка
13. Красноглины
14. Лясоцин
15. Лясонь
16. Мощанка
17. Нива-Бабицка
18. Нова-Домбя
19. Новы-Базанув
20. Новы-Демблин
21. Огонув
22. Ощывильк
23. Овня
24. Подвежбе
25. Поток
26. Росош
27. Сендовице
28. Серсковоля
29. Стара-Домбя
30. Стары-Базанув
31. Сваты
32. Казимежин
33. Залесе
34. Залесе-Колёня

## Соседние гмины
1. Демблин
2. Гмина Клочев
3. Гмина Новодвур
4. Гмина Стенжыца
5. Гмина Уленж
6. Гмина Жыжин